# Tremont (Illinois)
Tremont és una vila del Tazewell a l'estat d'Illinois (Estats Units). Segons el cens del 2000, Tremont tenia 2.029 habitants, 816 habitatges, i 585 famílies. La densitat de població era de 824,6 habitants/km².
Dels 816 habitatges en un 31,7% hi vivien nens de menys de 18 anys, en un 62,1% hi vivien parelles casades, en un 7,5% dones solteres, i en un 28,2% no eren unitats familiars. En el 25,7% dels habitatges hi vivien persones soles el 10,2% de les quals corresponia a persones de 65 anys o més que vivien soles. El nombre mitjà de persones vivint en cada habitatge era de 2,49 i el nombre mitjà de persones que vivien en cada família era de 2,99.
Per edats la població es repartia de la següent manera: un 25,8% tenia menys de 18 anys, un 7,7% entre 18 i 24, un 28% entre 25 i 44, un 22,3% de 45 a 60 i un 16,2% 65 anys o més.
L'edat mediana era de 37 anys. Per cada 100 dones de 18 o més anys hi havia 89,9 homes.
La renda mediana per habitatge era de 47.137 $ i la renda mediana per família de 53.800 $. Els homes tenien una renda mediana de 41.118 $ mentre que les dones 24.750 $. La renda per capita de la població era de 21.888 $. Aproximadament el 2% de les famílies i el 2,5% de la població estaven per davall del llindar de pobresa.

## Poblacions properes
El següent diagrama mostra les poblacions més properes.